# Corinna Soria
Corinna Soria (* 1962 in Salzburg) ist eine österreichische Schriftstellerin.

## Leben
Corinna Soria wuchs in Kärnten auf. 1987 legte sie ihre Matura in Klagenfurt ab und studierte anschließend bis 1991 an der Universität Wien Romanistik, Germanistik und Politikwissenschaft. Sie lebt heute in Wien.
Corinna Soria erregte mit ihrem Prosadebüt "Leben zwischen den Seiten", der vermutlich stark autobiografischen Schilderung einer harten Kindheit, Aufsehen bei der Literaturkritik. Die Autorin erhielt u. a. 2001 den Berliner Lyrik-Debüt-Preis, den Rauriser Literaturpreis, den Förderpreis für Literatur des Kulturkreises im Bundesverband der Deutschen Industrie sowie den Förderpreis zum Hans-Erich-Nossack-Preis.

## Werke
- Briefe nach Welfare Island, Klagenfurt 2000
- Leben zwischen den Seiten, Klagenfurt u. a. 2000[1]
- Klingen, Klagenfurt u. a. 2001